# Nikolay Alekseyevich Slichenko
Nikolai Alekseievich Slichenko (tiếng Nga: Никола́й Алексе́евич Сличе́нко; sinh ngày 27 tháng 12 năm 1934, tại Belgorod, Liên Xô) là một ca sĩ, diễn viên điện ảnh Liên Xô và Nga.

## Tiểu sử và sự nghiệp
Nikolai đã được sinh ra trong lĩnh vực Belgorod, Nga, trong một gia đình người Romani. Một phần của thời thơ ấu của ông đã dành thời Thế chiến II. Trong chiến tranh, Nikolai mất nhiều người thân. Đặc biệt, như một đứa trẻ, cha của ông bị bắn trước mắt của mình trong năm 1942. Sau chiến tranh, gia đình Slichenko giải quyết trên một trang trại tập thể La Mã ở Voronezh Oblast. Trẻ vị thành niên đã phải làm việc giống như người lớn. Đó là thời điểm mà Nikolai nghe nói về một nhà hát Roma ở Moskva và đã mơ diễn xuất trên sân khấu của mình.
Năm 1951 Nikolai được nhận vào Nhà hát Romen. Cậu bé tài năng gây sự chú ý của thạc sĩ nhà hát hàng đầu. Họ chắc chắn đã không làm cho mọi việc dễ dàng cho anh ta: anh bắt đầu giống như hầu hết, là một diễn viên phụ.
Nikolai là lần đầu tiên phụ trách một vai trò hàng đầu càng sớm năm 1952, khi ông còn chưa 18 tuổi. Đây là thời điểm mà khi hát lại Zagorsk (nay Sergiyev Posad).
Sau khi vở kịch mà Slichenko nhận được sự chú ý như một diễn viên có khả năng. Các nhà hát bắt đầu liên quan đến ông trong các tiết mục hiện hành. Tổng cộng, lúc đó anh đã chơi hơn 60 vai diễn trong các nhà hát quê hương của ông, và cũng tham gia một số bộ phim nổi tiếng.
Năm 1977, Nikolai Slichenko trở thành giám đốc chính của Nhà hát Romen. Để làm điều này, ông đã hoàn thành khóa học Superior cho Giám đốc tại Học viện Nga của Nhà hát Nghệ thuật năm 1972.
Vào ngày 04 tháng 12 năm 1998, một ngôi sao có tên Nikolai Slichenko được đặt trên quảng trường sao tại Moscow.
El 4 de diciembre de 1998, una Estrella con el nombre de Nikolai Slichenko fue colocada en la Plaza de la Estrella en Moscú.